# Marco Spaans
Maarten Cornelis (Marco) Spaans (Delft, 25 mei 1969) is een Nederlandse sterrenkundige.

## Levensloop
In 1995 promoveerde Spaans cum laude aan de Universiteit Leiden, onder begeleiding van Ewine van Dishoeck. De titel van zijn proefschrift was Models of inhomogeneous interstellar clouds. Hierna was hij werkzaam in de VS, aan de Johns Hopkins University en (als Hubble fellow) aan Harvard University. In 2000 ging hij naar de Rijksuniversiteit Groningen waar hij in 2001 benoemd werd tot universitair docent.
Spaans was van 2006 tot 2017 hoogleraar in de fysica van interstellaire materie (ISM) aan de Rijksuniversiteit Groningen. Naast interstellaire materie onderzoekt hij ook de eerste sterren en zwarte gaten, quantumzwaartekracht, de ruimte-tijdtopologie, donkere materie, planeetvorming, actieve sterrenstelsels en astrobiologie.